# Cuora mouhotii
La tartaruga scatola seghettata (Cuora mouhotii Gray, 1862) è una rara specie di tartaruga della famiglia dei Geoemididi.

## Tassonomia
Ne vengono riconosciute due sottospecie:
- C. m. mouhotii (Gray, 1862). Sottospecie nominale, diffusa in tutto l'areale ad eccezione di alcune regioni del Vietnam.
- C. m. obsti Fritz, Andreas & Lehr, 1998. Sottospecie endemica del Vietnam.

## Descrizione
È una testuggine di piccole dimensioni (massimo 200 mm), caratterizzata da tre vistose carene (una vertebrale e due laterali) che si estendono sul guscio anche negli esemplari adulti. Il carapace ha il margine posteriore seghettato ed è di colore marrone (chiaro o scuro, mogano in alcuni casi). Il piastrone è ellittico, suddiviso in due lobi dalla tipica cerniera delle testuggini «scatola» e dotato di un'evidente intaccatura sugli scuti anali. La colorazione ventrale di fondo varia da giallo a marrone chiaro, con macchie scure più o meno estese su ogni scuto. Gli arti sono scuri (grigio, marrone o nero) e dotati di grosse squame; le dita sono scarsamente palmate. Anche la testa è scura, con sottili venature nere; il colore dell'iride varia a seconda del sesso: arancio-rossa nelle femmine, marrone-nera nei maschi (distinguibili anche per la coda relativamente più lunga).

## Distribuzione e habitat
L'areale si estende dalle province meridionali cinesi (Guangdong, Guangxi, Hunan, Yunnan, isola di Hainan), attraverso la porzione settentrionale della penisola indocinese (Vietnam, Laos, Myanmar e, probabilmente, Thailandia), fino agli stati indiani più orientali (Arunachal Pradesh, Meghalaya e, forse, Mizoram). C. mouhotii è una specie prevalentemente terrestre che vive nel sottobosco e nella lettiera di boschi umidi e foreste montane.

## Biologia
In cattività le femmine nidificano una o due volte tra giugno e settembre, deponendo 1-5 uova. La dieta comprende principalmente frutta e vegetali, ma è integrata anche con invertebrati.

## Conservazione
Le popolazioni di C. mouhotii stanno andando incontro a un notevole declino in alcune regioni dell'areale. Oltre alla perdita e all'alterazione dell'habitat, questa specie è minacciata dal commercio alimentare e terraristico.